# Igreja Paroquial de São Pedro (Évora Monte)
A Igreja Paroquial de São Pedro localiza-se na freguesia de Évora Monte, no município de Estremoz, distrito de Évora, em Portugal.

## História
No cemitério junto à igreja foram encontradas diversas estelas baixo-medievais, atualmente expostas no Museu Municipal Prof. Joaquim Vermelho.
O primitivo templo, em estilo gótico, encontra-se referido em 1320 sob a invocação de S. Pedro de Fora [das muralhas].
Foi modificada no século XV, quando recebeu o alpendre, e no século XVI quando foi erguida uma nova Capela-mor, após o terramoto de 1531.
As despesas de construção da nova Capela-mor foram custeadas por diversos arcebispos de Évora: Cardeal D. Henrique, D. Teotónio de Bragança e D. João de Melo, tendo sido concluída em 1577.
Encontra-se em vias de classificação (homologado como Imóvel de Interesse Público) desde 2003.

## Características
A fachada é barroca, de 1567-68. Interessante e surpreendente o signo de Salomão, ou estrela de David, própria das construções judaicas, à esquerda na fachada. O pórtico, gótico originalmente, é agora de estilo maneirista. O interior mantém o traço gótico medieval, dividida em três naves. com pilares e arcos góticos de granito.
Os altares são dos séculos XVII e XVIII. Na parede da Capela-mor um painel a óleo representando a Santíssima Trindade, do século XVII, e restaurado pelo pintor António Gomes, em 1989, a custas da Fundação Casa de Bragança, proprietária do castelo de Évora Monte.
O quadro do altar-mor representa São Pedro, e se podem ainda apreciar dois quadros representando São Paulo e São Bartolomeu, bem como duas imagens de madeira do século XVII: a Virgem com o menino Jesus e Santo António de Lisboa.